# Eisenwerke Düker
Die Düker GmbH ist ein mittelständisches Produktionsunternehmen im Bereich der Wasser- und Abwassertechnik mit Sitz in Karlstadt im unterfränkischen Landkreis Main-Spessart in Bayern und einem Zweigwerk in Laufach im unterfränkischen Landkreis Aschaffenburg ebenfalls in Bayern. Düker gilt als eines der ältesten Unternehmen in Deutschland.

## Geschichte

### Anfänge
Erste Berichte über Bergbau im Spessart gibt es ab dem Jahr 1461. In einer Urkunde vom 2. August 1469 wird von einem berckwercke nahe bij Wyber berichtet. Dieses lag nahe bei Schloss „Weyber“. Der Bergbau in Laufach kommt ab 1525 mit den Bauernkriegen zum Erliegen. Einige Jahre nach den Aufständen wird von erneuter Bergbauaktivität in Laufach berichtet. Das Bergwerk „Unserer lieben Frauen Teil“ taucht in den Quellen auf, die genaue Lage dieses Bergwerkes ist jedoch nicht bekannt, es wird vermutet, dass es sich im unteren „Liebesgrund“ in Laufach befand. Mit dem Ausbruch des Dreißigjährigen Krieges kommen die Bergbauarbeiten wiederum zum Erliegen. Nach dem Krieg wurden wieder Erze gefördert (bis 1718) und auch geschmolzen. 1710 wurde ein neues Schlacken- und Erzpochwerk gebaut. 1723 wurden die Laufacher Werke verkauft und für mehr als 50 Jahre stillgelegt.

### Entwicklung zum geschlossenen Großbetrieb
Als im 18. Jahrhundert die Glashüttenindustrie im Spessart abnimmt, erfahren die Eisenhämmer einen Aufschwung. Mitte des 18. Jahrhunderts wird in Laufach ein solcher Eisenhammer gebaut. 1774 übernimmt Freiherr von Hornstein die Laufacher Werke. Hornstein führte den Bergbau in Laufach fort, ließ ein Wohnhaus für die Arbeiter errichten und baute ein neues Schmelzwerk. Dies kann als Beginn der heutigen Firma Düker angesehen werden. Die Werke werden 1784 an Johann Philipp Kraut verkauft. Nach dessen Tod 1788 übernimmt der Frankfurter Kaufmann Johann Jakob Friedrich. Unter ihm werden weitere Modernisierungen vorgenommen, so der Bau eines neuen Hammers und die Errichtung eines Hochofens, durch den die Herstellung von Gusseisen möglich wurde. 1801 übernehmen Heinrich Freiherr von Münch und Ludwig Görger die Werke, die sie 1809 an Heinrich Gemeiner weiterverkaufen. Dieser errichtet einen zweiten Hammer und baut die Gießerei aus. Nach seinem Tod 1817 übernehmen seine Söhne und sein Schwiegersohn Friedrich Stein. 1848 kauft der Schweinfurter Johann Christof Müller die Werke, die unter ihm weiteren Aufschwung nehmen. Er errichtet eine neue Gießereihalle und einen Kupolofen und schließt eine Modellschreinerei, eine Schlosserei und eine Dreherei an. Die Werke lieferten unter anderem Bauteile für den Bau der Eisenbahnstrecke Aschaffenburg-Würzburg. Als Mitte der 1860er Jahre das Bessemer-Verfahren erfunden wird, werden die Eisenhämmer unrentabel und schließen nach und nach. So entwickeln sich die Laufacher Werke zu einer reinen Eisengießerei. 1872 werden die Werke an Georg Winter verkauft, der ihnen zu neuem Aufschwung verhilft. 1878 übergibt Winter die Werke an seinen Neffen Gustav Winter, der weitere Neuerungen in der Gießerei vornimmt.

### Das Werk als Aktiengesellschaft
Am 15. Juni 1897 gründet Winter eine Aktiengesellschaft. Sein Unternehmen verzeichnete fortan große Erfolge und es wurden immer mehr Modernisierungen durchgeführt. 1900 übernimmt Carl Schmid den Vorsitz der AG. 1931 wird Friedrich Wilhelm Düker Aufsichtsratsvorsitzender, nachdem er bereits über dreißig Jahre lang stellvertretender Aufsichtsratsvorsitzender gewesen war. Düker brachte das Wissen um die Email-Technik mit ins Werk, die bis heute eine wichtige Säule des Betriebs ist. 1947 wird ein Emaillierwerk in die Firma eingegliedert. 1959 wird das Unternehmen in eine Personengesellschaft umgewandelt.
Heute heißt die Firma „Düker GmbH“. Nach eigenen Angaben achtet das Unternehmen stark auf Nachhaltigkeit.

## Personalentwicklung
1795 waren in Laufach ein Hammermeister, vier Schmiedknechte und ein Platzknecht beschäftigt. Innerhalb der nächsten Jahre wurde die Anzahl der Schmidknechte auf zehn erhöht, sowie Hilfsarbeiter, Köhler und Fuhrleute angestellt. Unter Heinrich Gemeiner (1809–1817) waren bis zu 90 Arbeiter angestellt. 1872 waren es – bedingt durch den Niedergang der Eisenhämmer – nur noch 20 Mitarbeiter, 1876 unter Winter wieder 60. 1983 hatte das Laufacher Werk in etwa 700 Mitarbeiter, 10 % davon waren Auszubildende. Heute beschäftigen die Werke Laufach und Karlstadt rund 400 Mitarbeiter.

## Produktbereiche
- Flow Control: Armaturen, Druckrohrformstücke, Verbindungssysteme
- Drainage: Abflussrohre
- Waste Water: Abwasserhebeanlagen, Rückflussverhinderer
- Kundenguss